# Self Organised Learning Environment
 (octobre 2012).
Si vous disposez d'ouvrages ou d'articles de référence ou si vous connaissez des sites web de qualité traitant du thème abordé ici, merci de compléter l'article en donnant les références utiles à sa vérifiabilité et en les liant à la section « Notes et références ».
Self Organised Learning Environment (SOLE), en français : environnement d'apprentissage auto-organisé, est une pédagogie qui repose sur l'idée de faire apprendre les élèves par eux-mêmes. À partir d'un ordinateur, ils recherchent ce qui les intéresse sur le Web en travaillant à leur rythme. Les élèves apprennent par les nombreuses interactions qu’ils ont avec le Web, les discussions qu’ils font entre eux et avec d’autres personnes ainsi que par leur mémoire photographique. Selon cette pédagogie, les enfants développeraient un style d’apprentissage spontané en effectuant leur propre recherche. Dans l’optique de cette pédagogie, l'enseignant est un accompagnateur et un modèle plutôt qu'un maître.
Cette pédagogie a été établie par Sugata Mitra, professeur à l'Université de Newcastle upon Tyne, qui s’intéresse aux sciences cognitives, aux sciences de l’information et aux technologies de l’éducation dans la physique et l’énergie.
La pédagogie SOLE peut être utilisée par les enseignants dès le primaire en permettant aux élèves de s’instruire par eux-mêmes grâce aux recherches effectuées sur le Web. Les enfants s'entraident et s'inspirent les uns les autres à poursuivre leurs apprentissages. Ils coopèrent entre eux afin de réaliser une activité ou réussir un problème.
Il existe certaines limites à cette pédagogie, notamment des problèmes causés par les technologies elles-mêmes.

## Sugata Mitra

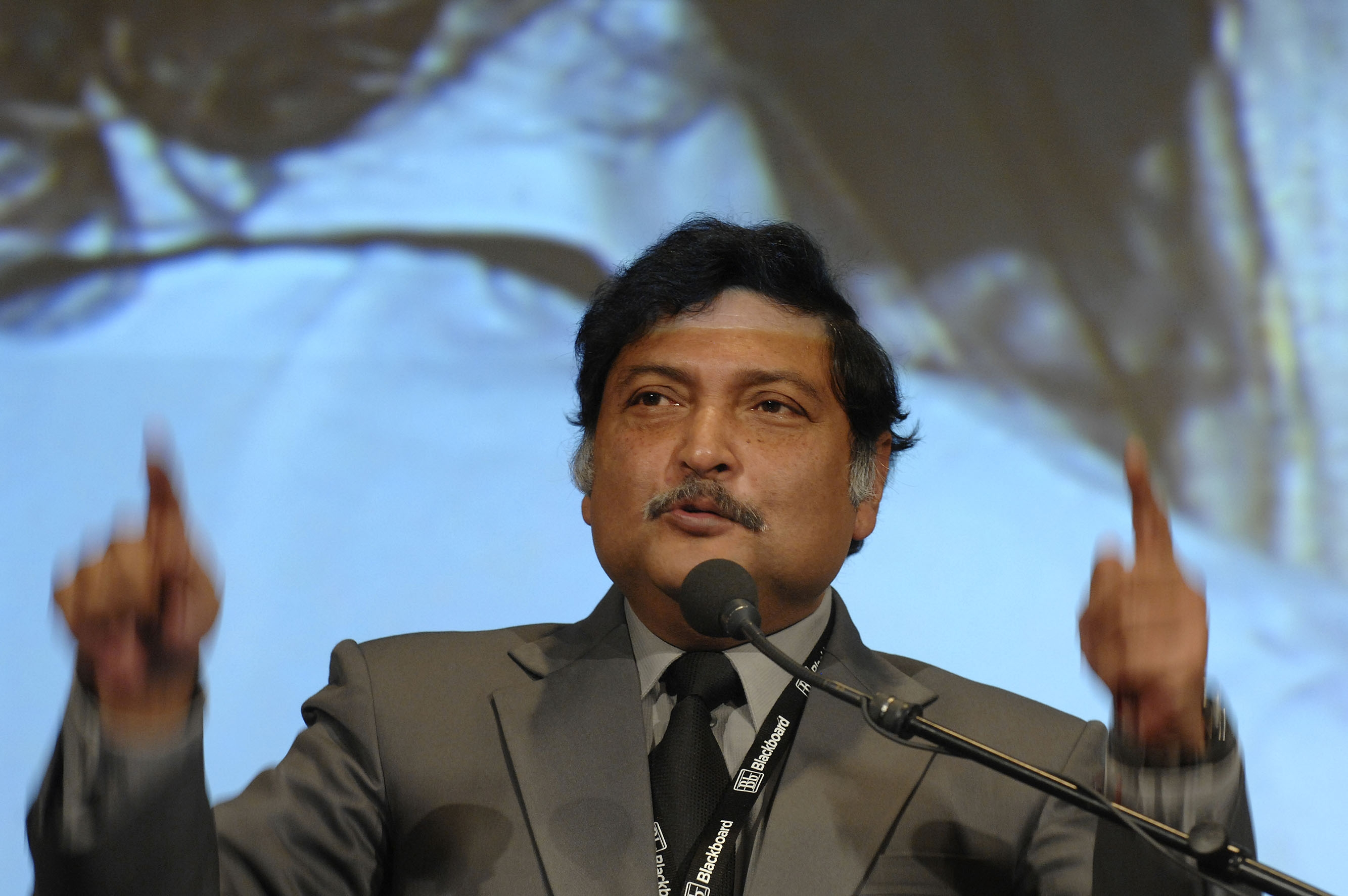
Sugata Mitra

Sugata Mitra est professeur à l’Université de Newcastle, Angleterre. À partir des années 1970, ses publications et ses travaux ont permis à des millions de jeunes Indiens provenant des endroits les plus pauvres de se développer sur les plans intellectuels et financiers. Ces innovations ont eu des effets positifs sur l’économie ainsi que sur la culture de l’Inde. Depuis les années 1980, il s’intéresse aux sciences cognitives, aux sciences de l’information et aux technologies de l’éducation dans la physique et l’énergie. Le Bangladesh ainsi que l’Inde, pays d’origine de Sugata Mitra, lui doivent la création de bases de données telle que l’industrie des Pages jaunes. De plus, ce qui l’a fait connaitre davantage à la fin des années 1980 est la mise sur pied des premières applications de multimédia numérique et d’éducation par Internet, en Inde.«Hole-in-the-Wall», un projet pilote mis en place en 1999, a démontré que les enfants pouvaient apprendre facilement lorsqu’un ordinateur était mis à leur disposition.
Ses qualifications :
- Doctorat en Philosophie (Ph.D.) en physique théorique des semi-conducteurs organiques, Indian Institute of Technology, Delhi, 1978.
- Maîtrise en Science (M.Sc.) en physique avec des spécialisations en électronique en semi-conducteurs, l'holographie acoustique et biologie quantique de l'Indian Institute of Technologie, Delhi, 1975.

La pédagogie de Sugata Mitra propose de regrouper la classe en petits groupes de quatre élèves et de les faire travailler devant un seul écran d'ordinateur. Chaque petit groupe est donc libre d'acquérir les savoirs recherchés. Ils sont donc autonomes dans leurs apprentissages. Par exemple, il a tenté l’expérience avec plusieurs enfants qui ne parlaient pas anglais en leur demandant de trouver la réponse à une question difficile en anglais (ex : Qui est Pythagore et qu'a-t-il fait dans la vie?). Après quelque temps, les élèves ont trouvé la réponse en cherchant en équipe sur Internet même s'ils n’avaient pas totalement compris la question à cause de la barrière linguistique. À New-Delhi, Mitra a aussi tenté une autre expérience: il a installé des ordinateurs incrustés dans un mur d’un bidonville dans la ville indienne(voir «Hole-in-the-Wall»). Même si les enfants ne connaissaient pas ces objets technologiques, ils ont appris à s’en servir en explorant en groupes, sans l'aide d'adultes, leur fonctionnement.

## Utilisation au primaire de la pédagogie SOLE
Selon le Programme de formation de l'école québécoise, «la mission de l’école est d’instruire, de socialiser et de qualifier les élèves ». La pédagogie SOLE répond à cette mission en permettant aux élèves de s’instruire grâce aux recherches effectuées sur le web. Selon les indications de l’enseignant, ils effectuent d'abord des recherches portant sur différents sujets et ils finissent ainsi par acquérir un plus grand bagage de connaissances en lien avec les concepts donnés. De plus, comme ces élèves sont placés en plusieurs groupes et qu’ils peuvent échanger entre eux, c’est-à-dire entre les élèves d'un même groupe, mais également avec les autres groupes, ceux-ci sont amenés à socialiser. Ces divers échanges permettent l’apprentissage du vivre-ensemble et le développement d’un sentiment d’appartenance à une collectivité, puisque les élèves travaillent dans un même but et collaborent dans l’atteinte de ce but. Puis, cette pédagogie élaborée par Sugata Mitra permet une meilleure qualification scolaire des élèves. Par exemple, selon un article en ligne publié sur le RSLN, soit la revue Internet Regards sur le numérique, « huit mois après le début de l’expérience, les enfants, âgés de 6 à 14 ans, avaient acquis, collectivement et en jouant, un socle de compétences informatiques comparables à celles d’enfants ayant suivi une formation ad hoc. Le chercheur notait également une augmentation significative du niveau d’anglais et de mathématiques, une amélioration de l’assiduité scolaire, la diminution du taux d’échec scolaire ou encore la réduction de la criminalité infantile ». Il est important de préciser que ces enfants ne s’étaient jamais servis d’ordinateurs auparavant et qu’ils ne parlaient pas du tout l’anglais.
Ensuite, cette pédagogie rejoint essentiellement deux domaines généraux de formation du Programme de formation de l'école québécoise. En effet, le premier domaine visé par cette pédagogie est le «vivre-ensemble et citoyenneté». Avec cette pédagogie, les élèves sont amenés à travailler en groupe pour répondre à une question ou pour trouver des solutions à un problème. L'élève participe donc à sa manière à la vie en groupe en exprimant ses opinions et ses idées. Le deuxième domaine visé est le domaine des «médias». Les élèves sont incités à utiliser leur sens critique à l'égard des médias en utilisant Internet pour répondre à des questions. Ils prennent donc conscience de l'influence des médias dans leur vie quotidienne et dans la société. Cette pédagogie peut donc s'avérer très utile pour les enseignants et enseignantes du primaire.

## Les avantages de la pédagogie SOLE en classe pour les élèves
Sugata Mitra considère que les élèves qui profitent de la pédagogie SOLE peuvent apprendre à faire ce qui les intéresse, en plus de travailler à leur rythme. Grâce à ses expériences, il a mis de l’avant que des groupes d’enfants pouvaient apprendre à utiliser un ordinateur et Internet seuls. De plus, ils peuvent le faire peu importe le milieu ainsi que le pays dans lequel ils demeurent. Selon lui, les enfants développeraient un style d’apprentissage en entreprenant spontanément leur propre recherche. Dans l’optique de cette pédagogie, la présence extérieure d’un enseignant devient donc superflue. L’enfant n’a donc pas à se limiter aux attentes et principes de son enseignant et du programme scolaire.
Le principal avantage est lié au fait que cette pédagogie permet aux enfants de développer l'autodidactisme.
Peu importe le sujet, ils s’auto-instruisent en groupe et en sous-groupes, par des échanges d’expériences et par imitation. En effet, Mitra suggère de permettre aux élèves non seulement d'échanger entre eux à l'intérieur de leur groupe, mais également en allant chercher de l'information des autres groupes de travail. L’accès à l'information se fait donc très rapidement. Ainsi, cette pédagogie leur permet de mettre concrètement leurs outils et leurs connaissances en action ce qui favorise l’apprentissage.
Une clé de cette pédagogie est la coopération. Les élèves y développent leurs habiletés sociales par la discussion, la critique et l'ouverture aux idées des autres. Quand il s’agit de discuter entre eux, les élèves peuvent vulgariser certains éléments afin d’aider à la compréhension des autres. Ainsi, ils sont très actifs dans leurs apprentissages étant donné qu’ils s’engagent dans un processus de construction de leurs connaissances. Ils seront donc plus persévérants et autonomes.

## Rôle de l'enseignant dans une classe du primaire
Comme mentionné plus haut, l’enseignant, dans cette pédagogie, est plutôt perçu comme un médiateur ou un guide pour les élèves. Il est amené à encourager les équipes au travail et à ramener à la tâche certains élèves. L’enseignant peut encourager les élèves en disant : «Qu’est-ce que c’est, peux-tu le refaire? », « Peux-tu m’en montrer plus? ». Il sert de guide aux apprentissages et aux échanges. L’enseignant doit proposer des défis réalistes à effectuer avec un temps raisonnable pour les faire. Il a aussi un rôle à jouer quant à la motivation des élèves pendant leurs recherches sur le sujet proposé. Il les supporte en leur posant des questions qui relanceront et réorienteront leurs réflexions. L’enseignant doit mettre en place le cadre de l’activité pour donner aux élèves un environnement propice à la création de leurs apprentissages pour que ceux-ci deviennent significatifs. Il est important que l’enseignant demeure en retrait durant l’activité pour ne pas influencer leurs réponses. Toutefois, il doit toujours être disponible pour aider les élèves à approfondir leurs recherches.« Si les enfants sont intéressés, l’éducation se produit, selon la pédagogie Sole. »

## Limites de cette pédagogie
Malgré tous les bienfaits de la pédagogie SOLE évoqués plus haut, celle-ci comporte certaines limites. Tout d’abord, cette pédagogie se base sur la technologie pour transmettre le savoir. Toutefois, il est évident que la technologie est en soi une limite. En effet, « certains participants de programme SOLE sur Skype ont exprimé leurs mécontentements quant à des problèmes de connexion, de mauvaise qualité sonore, ainsi que de décalage d’image ».
Par ailleurs, une femme ayant interagi avec les jeunes de l’Inde par Skype a donné sur un blogue (Wordpress) ses impressions à la suite de chacune de ses séances. « Celle-ci estimerait qu’il y a un manque d’interaction personnelle ». Effectivement, elle ne connaissait pas le nom des jeunes qui participaient à la séance, et ne savait rien d’eux. De plus, certains partaient et arrivaient quand bon leur semblait, et les jeunes n'étaient pas toujours les mêmes d’une séance à l’autre. Cette femme a tenté d’en savoir plus sur eux en les questionnant, mais ils ne comprenaient pas ses questions. Finalement, en ne connaissant pas les jeunes et en sachant très peu sur leur culture, il n’est pas possible de savoir comment ils vont réagir à certains questionnements.
Certains ont aussi noté des limites sensorielles. En effet, « les blogueurs disaient que lorsqu'ils utilisaient la pédagogie SOLE avec les enfants pour leur lire des histoires, ceux-ci cherchaient à se rapprocher davantage de l'enseignant, donc physiquement de l'ordinateur et le touchaient même afin de toucher les cheveux ou le visage de la personne ». Bref, ils sont limités en ce qui concerne les contacts physiques.

## L’apprentissage par les pairs

### Définition
L’apprentissage par les pairs se définit comme étant «le jumelage d'un apprenant à un ou quelques autres apprenants». Cette formule permet aux élèves d’apprendre dans un contexte de partage et de collaboration. « L'apprentissage coopératif est une approche interactive de l'organisation du travail qui met l'accent sur le travail d'équipe. Des élèves de capacités et de talents différents y ont chacun une tâche précise et travaillent ensemble pour atteindre un but commun». La pédagogie SOLE permet donc l'établissement de relations interpersonnelles plus constructives axées sur l'entraide, la confiance et l'encouragement. Elle permet également le développement de l'esprit critique lors de la sélection de l'information pertinente pour répondre au problème posé par l'enseignant.

### Rôle de l’apprenant
L’apprenant devient un agent actif dans son apprentissage. Il interagit avec les autres apprenants dans le but de renforcer et de construire ses propres connaissances. Il apprend à tenir compte du point de vue de l’autre et à donner son avis. Il acquiert de nouvelles compétences à travers l’essai-erreur et développe son autonomie par ses interactions avec les pairs. Il «améliore ses capacités de communication et de leadership» au sein d’une équipe.
De plus, chaque élève a sa propre responsabilité: «chacun des membres du groupe est appelé à participer activement à l'atteinte du but commun. Chacun d'entre eux est responsable de son propre apprentissage et doit également aider ses partenaires». En d'autres termes, chaque élève apprend et doit faire apprendre l'élève qui a plus de difficulté. Il s'agit donc d'un apprentissage mutuel.

### Rôle de l’enseignant
L’enseignant encadre les élèves de sorte que les apprentissages des élèves soient efficaces et crédibles. Il est amené à se questionner sur ses méthodes d’enseignement, à les améliorer et parfois à les adapter. «Il ne s'agit donc pas de laisser à l'apprenant le soin de tout découvrir par lui-même, mais de guider la reconstruction de notions en lui donnant l'occasion d'expérimenter activement et de chercher par lui-même des solutions aux problèmes auxquels il fait face». L'enseignant offre la possibilité aux élèves d'apprendre par la coopération, la communication et l'expérimentation. La pédagogie SOLE permet donc ce travail de recherche active.

## L’apprentissage coopératif

### Définition
On définit l'apprentissage coopératif (ou pédagogie coopérative) en groupes restreints comme étant «une approche interactive de l'organisation du travail en classe selon laquelle les élèves apprennent les uns des autres, de l'enseignante ou l'enseignant et du monde qui les entoure». La pédagogie SOLE permet cet échange entre les élèves, de manière que tous apprennent de chacun en étant placés en petites équipes autour d'un seul ordinateur. Les élèves sont donc acteurs principaux de leurs apprentissages, ce qui leur permet une grande ouverture sur le monde dans lequel ils vivent.

### Fonctionnement
Dans ce type d'approche, les élèves peuvent être réunis en groupes de deux, trois, quatre ou cinq élèves. Ceux-ci joignent leurs idées ainsi que leurs forces dans un cadre coopératif, ce qui permet d'apprendre d'une manière très efficace. L'accent que l'on porte sur le travail coopératif des élèves définit la réussite de la méthode, car c'est en échangeant sur leurs découvertes que les élèves se forment une image mentale de ce qu'ils ont appris et c'est de cette façon qu'ils apprennent. De plus, l'apprentissage coopératif peut être employé dans tous les niveaux scolaires et ce, même à la maternelle.
Il est important de savoir qu’une activité coopérative est plus qu’un travail d’équipe. Ce type d'apprentissage se fonde sur cinq principes fondamentaux, soit que les élèves travaillent dans un contexte d'interdépendance positive. Une activité coopérative fonctionne de manière que chaque membre ait une importance à l’intérieur de ce groupe. il faut aussi que les groupes d'élèves soient hétérogènes et restreints, que les élèves soient responsables à la fois en tant qu'individu ainsi qu'en tant que membre d'un groupe, que les élèves puissent apprendre dans la mesure où on leur donne des possibilités de verbalisation significatives puisque les élèves apprennent et mettent en pratique les habiletés coopératives en étudiant et en explorant ensemble la matière.

## Sources
- Howden, J.& Martin, H. (1997). La coopération au fil des jours. Des outils pour apprendre à coopérer. Montréal: Chenelière/McGraw-Hill, p. 5-30
- Legendre, M-F. (2005)«Jean Piaget et le constructivisme en éducation». Dans M. Tardif et C. Gauthier (dir.), La pédagogie: théories et pratiques de l'Antiquité à nos jours. Montréal: Gaétan Morin Éditeur (2e édition), p. 333-349
- Repiton, Isabelle. «Sugata Mitra, et l’expérience «a hole in the wall» : le révolutionnaire pacifiste de l’éducation», dans Blog, section société. Regards sur le numérique, , (Page consultée le 29 septembre 2012)
- Rondeau, M. (2010). La coopération au préscolaire sous tous ses angles. Dans C. Raby & A. Charron (Eds.). Intervenir au préscolaire. Pour favoriser le développement global de l'enfant. Montréal: CEC, p. 193-202.
- School of Education, Communication and Language Sciences, Newcastle University, Professor Sugata Mitra, Prof of educational Techology (Page consultée le 4 octobre 2012)
- «Soles and somes»: Self Organized Learning Environments, dans children's perspectives, section anecdotes (Page consultée le 2 octobre 2012)
- Sugata Mitra. If the World Belongs to Our Children Then Why Don't We Just Give It to Them vidéo
- Sugata Mitra: The child-driven education, TED: Ideas worth spreading, (Page consultée le 2 octobre 2012)
- Sugata Mitra shows how kids teach themselves, TED: Ideas worth spreading, (Page consultée le 18 octobre 2012)
- World innovation summit for education, Prof. Sugata Mitra profile (Page consultée le 4 octobre 2012)
- Eunis 2008 vision it, Learning styles and self organizing systems in education. (Page consultée le 4 octobre 2012)
- Twitter, Sugata Mitra, (Page consultée le 18 octobre 2012)
- Paradowski, Michał B. (2014) Classrooms in the cloud or castles in the air? IATEFL Voices 239, 8–10.